# Bek Nelson
Bek Nelson (pseudonyme de Doris Stiner) est une actrice américaine, née le 8 mai 1927 à Canton (Ohio) et morte le 28 mars 2015 à Watsonville, à l'âge de 87 ans.

## Biographie
Elle est mariée à Don Gordon de 1959 à 1979. Elle débute comme mannequin à New York en 1945.

## Filmographie
- 1957 : Le Bal des cinglés
- 1957 : La Blonde ou la Rousse
- 1958 : L'Adorable Voisine (Bell Book and Candle)
- 1958 : Crash Landing
- 1958 : Le Salaire de la violence
- 1959 : Mike Hammer
- 1959 : State Trooper
- 1959 : Peter Gunn
- 1959 : Buckskin
- 1959 : The Third Man
- 1959 : Bonanza
- 1959 : Tightrope
- 1959 : Man with a Camera
- 1959 : Bachelor Father
- 1959 : Men into Space (en)
- 1960 : Au nom de la loi : Hannah (1 épisode)
- 1960 : 77 Sunset Strip
- 1960 : The Deputy
- 1960 : Bourbon Street Beat
- 1960 : The Brothers Brannagan
- 1960 : The Best of the Post
- 1965 : Invisible Diplomat